# گراس‌فلت (پنسیلوانیا)
گراس‌فلت (به انگلیسی: Grassflat) یک منطقهٔ مسکونی در ایالات متحده آمریکا است که در شهرستان کلیرفیلد، پنسیلوانیا واقع شده‌است. گراس‌فلت ۲٫۹۳ کیلومتر مربع مساحت و ۵۱۱ نفر جمعیت دارد و ۴۴۸٫۰۶ متر بالاتر از سطح دریا واقع شده‌است.